# Suelen Pinto
Suelen Pinto (ur. 4 października 1987 w Belo Horizonte) – brazylijska siatkarka, reprezentantka kraju, grająca na pozycji libero.

## Sukcesy klubowe
Mistrzostwo Brazylii:
- 2018, 2023[1]
- 2014, 2019, 2021, 2022[2], 2024[3]
- 2009, 2010, 2013, 2015

Klubowe Mistrzostwa Ameryki Południowej:
- 2014, 2021, 2023[4], 2025[5]
- 2019, 2020, 2022[6], 2024[7]

Klubowe Mistrzostwa Świata:
- 2014

Superpuchar Brazylii:
- 2018, 2019, 2020, 2021

Puchar Brazylii:
- 2024[8]

## Sukcesy reprezentacyjne
Mistrzostwa Ameryki Południowej Juniorek:
- 2004

Mistrzostwa Świata Juniorek:
- 2005

Puchar Panamerykański:
- 2012
- 2005

Puchar Borysa Jelcyna:
- 2011

Volley Masters Montreux:
- 2013, 2017

Grand Prix:
- 2017

Mistrzostwa Ameryki Południowej:
- 2017, 2019

Puchar Wielkich Mistrzyń:
- 2017

## Nagrody indywidualne
- 2004: Najlepsza przyjmująca Mistrzostw Ameryki Południowej Juniorek
- 2005: Najlepsza przyjmująca Pucharu Panamerykańskiego
- 2009: Najlepsza przyjmująca brazylijskiej Superligi w sezonie 2008/2009
- 2014: Najlepsza libero Klubowych Mistrzostw Ameryki Południowej
- 2015: Najlepsza libero brazylijskiej Superligi w sezonie 2014/2015
- 2018: Najlepsza broniąca brazylijskiej Superligi w sezonie 2017/2018
- 2018: Najlepsza libero Ligi Narodów